# 16157 Toastmasters
A 16157 Toastmasters (ideiglenes jelöléssel 2000 AS50) a Naprendszer kisbolygóövében található aszteroida. Charles W. Juels fedezte fel 2000. január 5-én.